# ミゲル・テルセロス
ミゲル・アンヘル・テルセロス・アクーニャ (Miguel Ángel Terceros Acuña, 2004年4月25日 - )は、ボリビア・サンタクルス県サンタ・クルス・デ・ラ・シエラ出身のサッカー選手。カンピオナート・ブラジレイロ・セリエBのサントスFCに所属している。ポジションはMF。

## クラブ経歴

### 生い立ち
2004年にサッカーボリビア代表を多く輩出したサンタ・クルス・デ・ラ・シエラで生まれる。5歳の時に地元の育成組織アカデミア・タウイチ・アギレラに入所。その後2015年よりプロジェクト・ボリビア2022で教練を積む。

### サントスFC
2018年に14歳でサントスFCに入団。下部組織で経験を積み、18歳の誕生日を迎えた2022年4月25日にプロ契約を結び、トップチームに昇格。同年10月10日のECジュベントゥージ戦で後半35分に途中交代で起用され、クラブ史上初のボリビア人選手としてプロデビューを果たした。

## 代表経歴
プロデビュー前からユース世代のボリビア代表でプレーし、2022年9月にフル代表初招集。24日のセネガル戦で代表戦初出場。2023年には2026 FIFAワールドカップ・南米予選の代表メンバーにも招集され、FIFAからも有望な若手選手として注目される。2024年6月13日のエクアドル戦で代表戦初ゴールを記録。同年開催のコパ・アメリカ2024の代表メンバーにも招集され、こちらでも注目の若手選手として紹介された。